# 风风风
《风风风》（韓語：바람 바람 바람）是由李炳宪执导，李星民、申河均、宋智孝、李伊主演的韩国爱情喜剧片。此片改编自伊力·维伊德雷克的捷克电影《有希望的男人》，并于2018年4月5日在韩国上映。

## 演员阵容
- 申河均 饰演 峰秀
- 李星民 饰演 锡根
- 宋智孝 饰演 美瑛
- 李伊 饰演 珍妮
- 高俊 饰演 孝奉
- 张荣男 饰演 谭德
- 杨贤民 饰演 范秀
- 许俊硕 饰演 老年大学的老师
- 全光镇 饰演 台球厅的客人
- 金明俊 饰演 台球厅的客人
- 劉縣鐘 饰演 台球厅的客人
- 韩恩善
- 郑西仁
- 이지원 饰演 峰秀的孩子

## 制作
主体拍摄于2017年3月13日开始。导演将此片描述为“一部描绘虽然到了成熟年龄但尚心智尚未成熟的人的日常生活和偏差的电影”。

## 发行
电影于2018年4月5日在韩国影院上映。